# Maldito Records
Maldito Records est un label indépendant espagnol, basé à Valence. Les genres abordés par la société sont variés, tels que le rock, le punk rock, le heavy metal ou le ska. Le label a également publié en Espagne des albums de groupes internationaux, tels que The Toy Dolls. Le label a deux sous-labels sous sa tutelle : Producciones Malditas et Maldito Digital.

## Histoire
Maldito Records a été fondé en 1998 à Valence,. En 2014, Betagarri publie son nouvel album au label. En 2023, Celtian annonce continuer à travailler avec Maldito Records pour trois prochains albums qui sortiront dans les années à venir.
Maldito a deux sous-labels : Producciones Malditas et Maldito Digital. Enrique Gerique, directeur du label, explique que ces sous-labels « ont été créés en raison de la nécessité pour de nombreux groupes de sortir leurs albums. Maldito Digital et Producciones Malditas apportent un soutien à ces groupes qui, malheureusement, n'obtiennent pas de contrat d'enregistrement. »

## Groupes et artistes
Dans son histoire, le label a vu défiler une pléiade de groupes et artistes devenus notoires tels que WarCry (groupe de heavy metal), Betagarri (groupe de ska), The Toy Dolls (groupe de punk rock), Hakuna Tanaka (rappeuse), Aphonnic, Skunk D.F., et Hamlet